# Райна Кабайванська
Райна Кабайванська (болг. Райна Кабаиванска; нар. 15 грудня 1934, Бургас) — болгарська оперна співачка, сопрано.

## Біографія
Народилася в сім'ї вчительки фізики та лікаря-ветеринара й письменника. З дитячих років вчилась співу та грі на фортепіано. У 1957 році закінчила Болгарську державну консерваторію в Софії, учениця Людмили Прокопової та Ілії Йосифова. У тому ж році на сцені Софійської опери дебютувала в ролі Тетяни в опері Петра Чайковського «Євгеній Онєгін». Удосконалювала свою майстерність в Італії у Зіти Фумагаллі Ріви в Мілані та Джулії Тес у Верчеллі. У 1959 році дебютувала на італійській сцені і відтоді живе переважно в Італії.

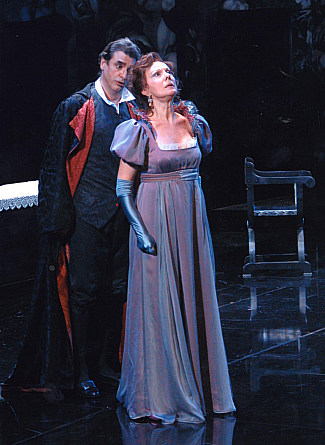
Райна Кабайванська у ролі Тоски. 2004

Починаючи з першого виступу на сцені театру Ла Скала у 1961 році, голос Райни Кабайванської почав звучати на провідних оперних сценах світу, таких як Великий театр у Москві, Віденська державна опера, Театр Колумба у Буенос-Айресі, Метрополітен-опера.
Серед найвідоміших ролей співачки — партія герцогині Олени у опері Джузеппе Верді «Сицилійська вечірня» у 1973 році. Це була єдина вистава, в якій Марія Каллас виступила режисеркою-постановницею.
В цей же час Кабайванська продовжувала виступати в Болгарії, де у 1971 році їй було присвоєно звання Народної артистки Болгарії.